# Satoru Nakajima
Satoru Nakajima, (japoneză 中嶋 悟, n. 23 februarie 1953) este un fost pilot japonez de Formula 1.

## Cariera în Formula 1
| Sezon | Echipă                      | Puncte | Loc clasament general |
| ----- | --------------------------- | ------ | --------------------- |
| 1987  | Camel Team Lotus Honda      | 7      | 12                    |
| 1988  | Camel Team Lotus Honda      | 1      | 16                    |
| 1989  | Camel Team Lotus            | 3      | 21                    |
| 1990  | Tyrrell Racing Organisation | 3      | 15                    |
| 1991  | Braun Tyrrell Honda         | 2      | 15                    |